# Lago della Perla
Il lago della Perla (2036 m) è un lago alpino situato nell'alta valle Vermenagna (provincia di Cuneo, Piemonte), nelle Alpi Liguri.

## Toponimo
Il lago è quotato sulle mappe IGM e IGC (Istituto Geografico Centrale) ma non è nominato; il toponimo deriva dal vicino colle della Perla (m 2083), che pone in comunicazione la valle Vermenagna con la valle Roya o val Roia.

## Descrizione
Lo specchio d'acqua ha una forma irregolare, con dimensioni medie (75 metri di distanza tra le sponde più lontane, 45 m tra le sponde più vicine) ma profondità piuttosto modesta: per questo motivo le sue dimensioni risentono in misura significativa degli andamenti stagionali, in particolare di periodi siccitosi.  Occupa una conca amena, tra praterie interrotte da vegetazione arbustiva: nelle sue acque si riflettono la cima della Perla (m 2183) e la cima del Becco (m 2300), già sul confine francese.

## Accesso
Si raggiunge con una lunga camminata (15 km, ritorno compreso, per 2 ore e 40 minuti di salita), superando 440 m di dislivello (comprese le perdite di quota) partendo dal colle di Tenda, seguendo la carrareccia ex-militare in direzione Monesi. Il percorso non presenta alcuna difficoltà e la strada è percorribile anche in mountain-bike e con mezzi motorizzati; durante l'estate, la circolazione di questi ultimi è vietata in alcuni giorni della settimana.